# Zoospora
Una zoospora o rumposoma es una espora asexual mótil provista de flagelos para locomoción; producida dentro de esporangios propios de algunos hongos y algas, para propagarse.

## Flagelo
Hay dos tipos de zoosporas flageladas, oropel o "decorada", y látigo.
- El flagelo oropelado tiene filamentos laterales perpendiculares al eje principal,  que permite más superficie, y disturbación del medio, dándole la propiedad de un timón, que es el propósito de ser usado para maniobrar.

- El flagelo látigo es recto, da potencia al zoosporo a través de su medio. Está también la zoospora 'en falta', que solo puede  impulsarse, con el flagelo 'látigo'.

- Ambos flagelos oropel y látigo vibran en un patrón de onda sinusoidal,  pero cuando ambos están presentes, el "oropel" vibrará en la dirección opuesta a la de "látigo", dando así dos ejes de control de la motilidad.

- Puede haber muchas combinaciones de localización del flagelo, tal como:
  - "látigo" posterior, "oropel" posterior
  - "látigo" anterior; "oropel" anterior.

Los oomicetos y las algas estramenopilas  producen distintas zoosporas biflageladas:
La división Chytridiomycota (reino Fungi) y el filo Pseudofungi (reino Protista), producen zoosporas con flagelos en el mismo orden como se describió (e.g. Hyphochytridiomycetes produce un "látigo" anterior, y nada más). Son también ennumerados en especies por 1000+, 580 y 16 respectivamente.

## Zooesporangio
Un zooesporangio es la estructura asexual donde las zoosporas se desarrollan en una planta, hongo, o protistas (tales como las oomicetos).